# 青桐林生態產業園區

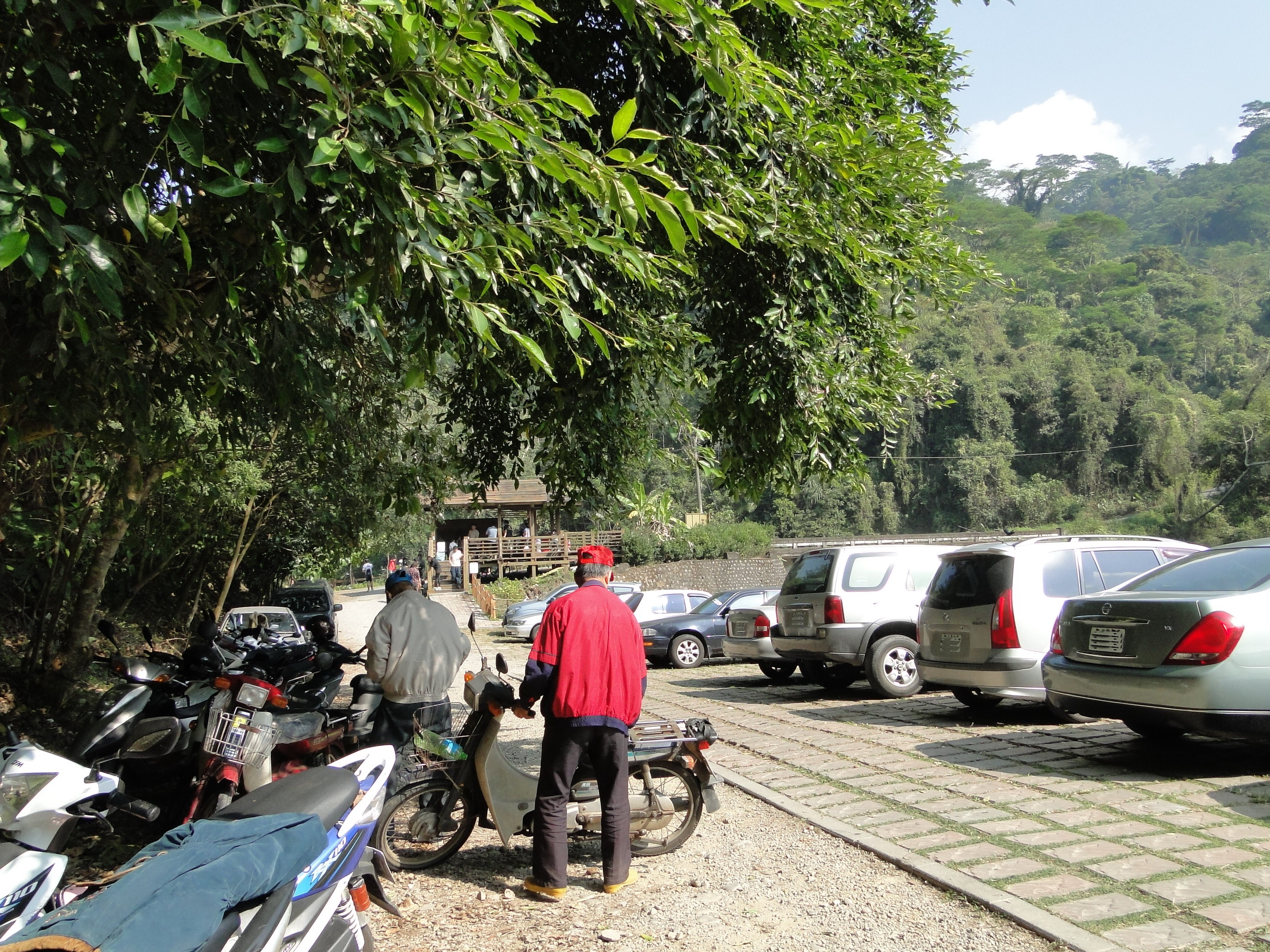
青桐林生態園區北坑溪步道旁停車場

青桐林生態產業園區，是臺灣一處位於臺中市霧峰區桐林里北坑溪一帶的自然生態風景區，鄰近九九峰自然保留區。因園區有多種保育類貓頭鷹棲息，故有「咕咕村」之名。

## 地理
園區高度在海拔300至500公尺之間，最高點為霧峰奧山（又稱霧峰契山），海拔483公尺，園區面積約180公頃，是典型的低海拔林相，擁有保存完整的低海拔林相及多樣性生態。
園區鄰近九九峰自然保留區，地質屬於頭嵙山層，為典型由卵石所構成的地層。但還是可見露頭，甚至有卵石層出露的特殊地景，部分V型谷中亦形成鐘乳石與石洞景觀。

## 生態
因園區擁有相當多梧桐及油桐樹林，在4月、5月時桐花開似雪，故當地地名為「桐林」。霧峰區公所亦完成螢火蟲復育區，蜻蜓棲息區，藥用及稀有植物園區，蝴蝶生態亦豐富。珍貴稀有的野生動物如台灣獼猴、大赤鼯鼠、白鼻心，保育鳥類也有數十種，如台灣藍鵲、領角鴞、褐鷹鴞、八色鳥、大冠鷲、鵂鶹、小彎嘴畫眉等台灣特有種，都有機會見到蹤跡。

## 設施
- 九座涼亭[4]
- 四座觀景台[4]
- 三座停車場[4]

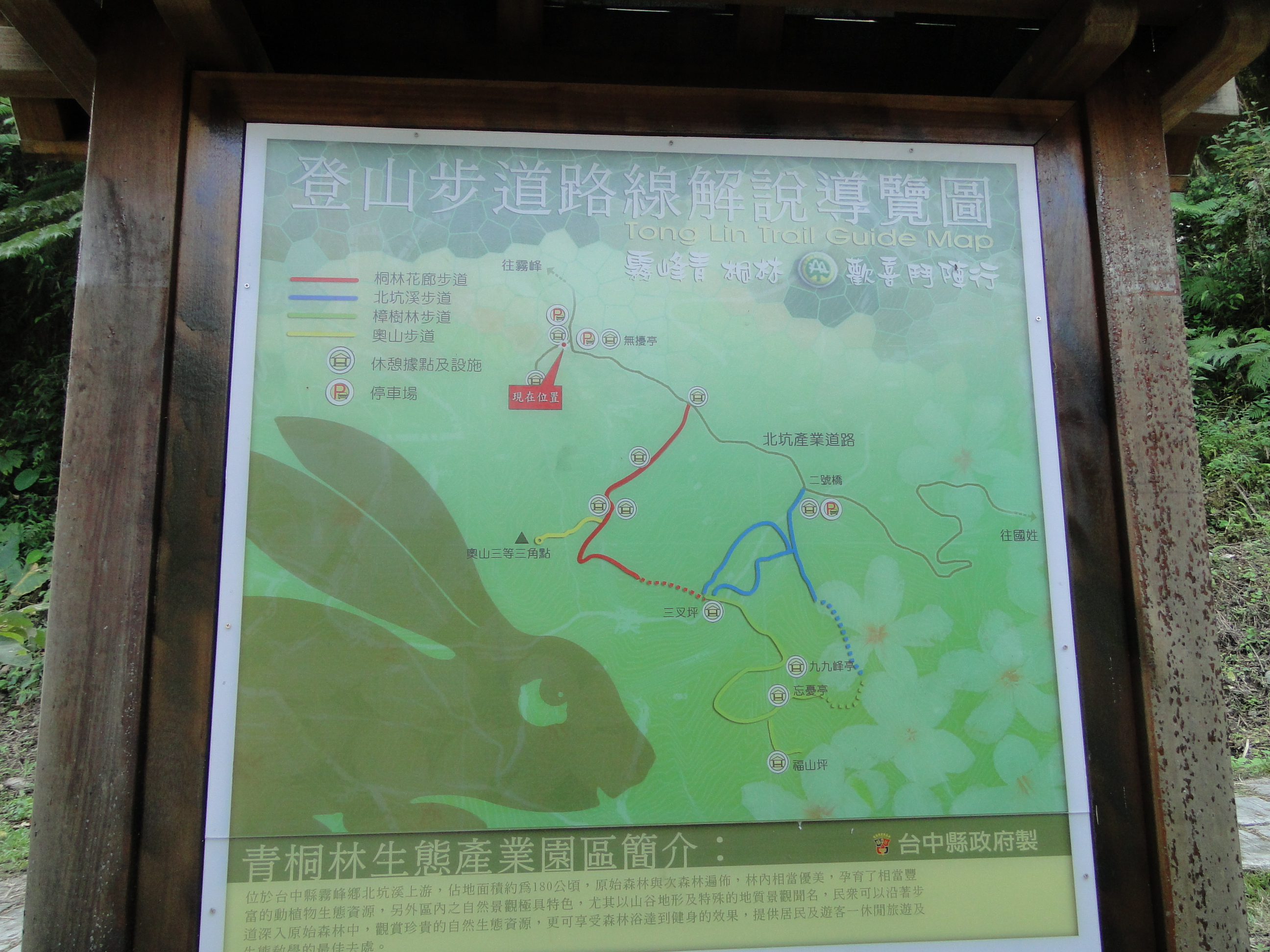
青桐林生態園區登山步道導覽圖

- 桐林花廊步道：步道沿線分布不少油桐樹，每年四、五月間為開花期。步道末端為園區中難度較高的路段。[5]
- 北坑溪步道：沿北坑溪，起點位於二號橋涼亭旁。
- 樟樹林步道：包含九九峰亭、忘憂亭、福山坪，是觀山景最佳的路線。
- 奧山步道：步道末端為奧山頂點。[6]

## 交通
經中正路轉吉峰路，接民生路經桐林國小前行0.6公里抵桐林站岔路，沿北坑溪道路民生路走6公里即可抵達。

## 外部連結
- 桐林自然森林園區－桐林社區咕咕村[]
- 百草谷藥用植物園－桐林森林生態園區簡介[]
- 青桐林生態園區 （页面存档备份，存于）